# Грант (Мичиген)
Грант (Мичиген) (енгл. Grant) град је у америчкој савезној држави Мичиген. По попису становништва из 2010. у њему је живело 894 становника.

## Демографија
Према попису становништва из 2010. у граду је живело 894 становника, што је 13 (1,5%) становника више него 2000. године.
| Група             | 2000.       | 2010.       |
| Белци             | 776 (88,1%) | 764 (85,5%) |
| Афроамериканци    | 2 (0,2%)    | 1 (0,1%)    |
| Азијати           | 1 (0,1%)    | 3 (0,3%)    |
| Хиспаноамериканци | 91 (10,3%)  | 119 (13,3%) |
| Укупно            | 881         | 894         |